# Out On My Own
"Out On My Own" ("Fora de mim mesma") foi a canção que representou os Países Baixos no Festival Eurovisão da Canção 2001 que teve lugar em Copenhaga em 12 de maio desse ano.
A referida canção foi interpretada em inglês por Michelle. Na noite do evento, Michelle foi a primeira a cantar,antes da canção da Islândia "Angel", interpetada pela banda Two Tricky. Na final nacional holandesa, obteve a votação máxima, ficando com mais de 30 pontos que a segunda classificada. No Festival Eurovisão da Canção, porém  a canção terminou apenas em 18.º lugar, tendo recebido 16 pontos. Devido à fraca classificação, os Países Baixos foram impedidos de participar no ano seguinte, em 2002, regressando em 2003 com Esther Hart que interpretou a canção "One More Night".

## Autores
- Letrista: André Remkes
- Compositores: André Remkes, Dirk-Jan Vermeij

## Letra
A canção é uma balada dramática, com Michelle descrevendo a sua sensação de liberdade por estar "fora de mim mesmo" e capaz de assumir o controle de sua própria vida.

## Outras versões de Michelle
- G's dance mix (Inglês)
- G's extended dance mix (Inglês)
- karaoke version